# Aérodrome d'Argenton-sur-Creuse
L’aérodrome d’Argenton-sur-Creuse (code OACI : LFEG) est un aérodrome ouvert à la circulation aérienne publique (CAP), situé sur la commune du Pêchereau à 6 km à l’est d’Argenton-sur-Creuse dans l’Indre (région Centre-Val de Loire, France).
Il est utilisé pour la pratique d’activités de loisirs et de tourisme (aviation légère).

## Installations
L’aérodrome dispose de deux pistes orientées sud-nord (04/22) :
- une piste bitumée longue de 630 mètres et large de 18 ;
- une piste en herbe longue de 830 mètres et large de 65.

L’aérodrome n’est pas contrôlé. Les communications s’effectuent en auto-information sur la fréquence de 123,500 MHz.
S’y ajoutent :
- une aire de stationnement ;
- des hangars ;
- une station d’avitaillement en carburant (100LL)[2].

## Activités

### Loisirs et tourisme
- Aéroclub de la Vallée de la Creuse
- Aéro-club d’Argenton-sur-Creuse
- Club ULM 36

### Sociétés implantées
- Indraéro
- Établissements Glaude
- Réalan